# ستانلي غلين
ستانلي غلين (بالإنجليزية: Stanley Glenn)‏ هو لاعب كرة قاعدة أمريكي، ولد في 16 سبتمبر 1926 في واتشابرياغ في الولايات المتحدة، وتوفي في 16 أبريل 2011 في يادون في الولايات المتحدة.